# ناوچه حمله‌سریع کلاس ییلدیز
ناوچه حمله‌سریع کلاس ییلدیز (به انگلیسی: Yıldız-class fast attack craft) یک کلاس از کشتی است که طول آن ۵۷٫۸ متر (۱۸۹ فوت ۸ اینچ) می‌باشد.